# Solveig Egman-Andersson
Laila Solveig Egman-Andersson, född 6 januari 1942 i Arvika, är en svensk artistisk gymnast.
Solveig Egman tävlade för Arvika Gymnastikförening och var med i tre OS; OS 1960 i Rom, OS 1964 i Tokyo och OS 1968 i Mexico City. I OS i Rom 1960 kom hon 66:a individuellt av 124 startande. Hon ingick även i lagtävlingen där Sverige slutade på 11:e plats. Egman lyckades bäst i hopp där hon kom på 25:e plats. Laget bestod av Solveig Egman, Ewa Rydell, Lena Adler, Gerola Lindahl, Monica Elfvin och Ulla Lindström.
Vid OS 1964 i Tokyo blev Solveig Egman 40:e individuellt av 86 startande i mångkampen. Hon ingick i laget som kom 8:a där Rydell, Lindahl och Lindström var kvar från Rom. Nya i laget var Anne-Marie Lambert och Marie Lundqvist. Bäst placering blev det i hopp där Egman blev bästa svenska med en 23:e plats. Även i OS 1968 i Mexico City var hopp hennes bästa gren där hon blev 42:a. Sammanlagt blev hennes placering 59:a av 101 startande.
Vid Europamästerskapen 1963 vann hon fyra medaljer; ett guld, två silver och ett brons.
Efter 15 års tävlande, varav tio år i landslaget, slutade Egman-Andersson att tävla 1969.